# Сетимо Витоне
Сѐтимо Вито̀не (на италиански: Settimo Vittone; на пиемонтски: Seto Viton, Сето Витон) е село и община в Метрополен град Торино, регион Пиемонт, Северна Италия. Разположено е на 280 m надморска височина. Към 1 януари 2020 г. населението на общината е 1542 души, от които 68 са чужди граждани.